# محمية صوفيا كييف الوطنية
محمية صوفيا كييف الوطنية (بالأوكرانية: Національний заповідник «Софія Київська»، بالإنجليزية: "National Reserve "Sophia of Kyiv) هي محمية تاريخية، تحتوي على مجمع من المتاحف في كييف وسوداق، وهي مسؤولة عن صيانة وحفظ بعض المواقع التاريخية الأكثر قيمة.

## قائمة المعالم

### كييف
- مجمع كاتدرائية القديسة صوفيا، معلم رئيسي
- البوابات الذهبية، وهي جزء من المحمية منذ 1983
- دير القديس كيرلس، تم إنشاؤه في 1929
- كنيسة القديس أندرو (كييف)

### شبه جزيرة القرم
- قلعة سوداق، والتي أنشئت في الفترة من 1371 إلى 1460، أصبحت جزءًا من صوفيا كييف في 1958

## التاريخ
في 1934، بأمر من سلطات جمهورية أوكرانيا الاشتراكية السوفييتية، تم إنشاء المحمية الثقافية في موقع كاتدرائية القديسة صوفيا؛ الأمر أنقذ واحدًا من أقدس المواقع في أوروبا الشرقية من الدمار خلال الحملة السوفييتية المناهضة للدين في أوائل الثلاثينيات. تم توسيع مسؤوليات المتحف تدريجيا إلى مواقع تاريخية أخرى في كييف.
في 1994، اعتبرت المحمية بمثابة محمية وطنية.